# Liocranum apertum
Liocranum apertum är en spindelart som beskrevs av Denis 1960. Liocranum apertum ingår i släktet Liocranum och familjen månspindlar.
Artens utbredningsområde är Frankrike. Inga underarter finns listade i Catalogue of Life.